# Kikoriki
Kikoriki, cunoscut în Rusia ca Smeshariki (în rusă Смешарики), este un serial animat de televiziune rus format din 213 episoade de 6 minute și 30 de secunde fiecare, destinate copiilor de la 3 la 8 ani. Primul episod a avut premiera în Rusia pe 17 mai 2004. Drepturile de distribuție în limba engleză a serialului au fost achiziționate de 4Kids Entertainment din distribuitor în întreaga lume Fun Game Media, München și a început să fie difuzată, ca parte din blocul CW4Kids pe CW pe 13 septembrie 2008, sub numele de GoGoRiki. Fun Game Media se produce și o versiune europeană, care a început să fie difuzată pe KI.KA pe 8 decembrie 2008.
Smeshariki (numele este derivat din смешные "smeshnye" însemnând "amuzant", iar шарики "shariki" însemnând "mingi mici") sunt animale stilizate rotunjite. Fiecare dintre cele nouă personaje are o personalitate unică și o gamă largă de interese, fără personaje negative în rândul acestora. Poveștile sunt construite nu pe lupta de a se opune forțelor, ci pe situații neașteptate, în care personajele animate se pot confrunta interacțiunile lor considerate similare cu cele pe care copiii se pot întâlni în viața lor de zi cu zi. Multe dintre subiectele de prim-plan sunt orientate spre prietenie și compasiunea dintre persoane, dintre copii care fac primii pași în drumul lor prin lume. Teme complexe și referințe culturale specifice plasează acest desen animat ferm în tradiția rusă de animație. O atenție deosebită a fost acordată umorului în serial, dintre care unele situații au atras adulți, de asemenea.

## Distribuție
- Anton Vinogradov ca Țopa
- Vladimir Postnikov ca Ariciu
- Svetlana Pismicenko ca Scrofi
- Vadim Boceanov ca Milu
- Serghei Mardar ca Bufnița și Corbescu
- Mihail Cerneak ca Lanuș, Săpescu și Pin

## Episoade
Sezonul 1 nu a fost difuzat în România din motive necunoscute. În schimb, unele episoade din sezonul 2 au fost dublate în limba română.
1. Poșta de Revelion
2. Cel mai important
3. Scuze pierdute
4. Nu există!
5. 1 aprilie
6. Cântec de leagăn pentru Ariciu
7. Fără nimeni
8. Ziua roșie din calendar
9. Să uiți totul
10. Jocul
11. Maratonistul
12. Campionul nostru Olimpic
13. Comentatorul
14. Bunătatea, răbdarea și fetele
15. Sfârșitul lumii
16. Livada de vișini
17. Camera groazei
18. Teatru
19. Elixirul tinereții
20. Efectele bunicii, partea 1
21. Efectele bunicii, partea 2
22. Efectele bunicii, partea 3
23. Specii pe cale de dispariție
24. Numai munți
25. Aspiratorul
26. Somnambulul
27. Fructul interzis
28. Du-te și spune!
29. Ceai Indian
30. Partida va fi jucată
31. Dieta pentru Scrofi
32. Odă pentru scrin
33. Geamantanul
34. Doi vrăjitori
35. Sendviș
36. Crezi în mine, Ariciule?
37. Cartografia
38. Viață dulce
39. Creatorul
40. Taina comorilor străvechi
41. Patinaj prea artistic, partea 1
42. Patinaj prea artistic, partea 2
43. Poveste de Revelion, partea 1
44. Poveste de Revelion, partea 2
45. Gheața
46. Bob, o chestiune de principiu
47. Hochei, partea 1
48. Hochei, partea 2
49. Antrenorul
50. Muzoterapie
51. Domnul designer
52. O, recunoscătoareo!
53. Câteva detalii pe fundalul naturii
54. Jocuri de cuvinte
55. Film alb-negru
56. Un cer generos
57. Teoria relativității
58. Turism
59. Cine trage sforile?
60. Iepuraș de soare
61. Tu ești
62. Puterea voinței
63. Fataliștii
64. Monoloagele
65. Medium
66. Psihologul
67. Biblioteca
68. Macreme pereche
69. Iepuraș de lună, partea 1
70. Iepuraș de lună, partea 2
71. Bonele
72. Ce va aduce vântul?
73. Incognito
74. Test de încredere, partea 1
75. Test de încredere, partea 2